# Wynter Gordon
Diana „Wynter“ Gordon (* 25. August 1985 in Queens, New York) ist eine US-amerikanische Sängerin und Songwriterin.

## Karriere
Erstmals bekannt wurde sie durch den Song Sugar, den sie zusammen mit Flo Rida aufnahm und der es bis in die Top fünf der US-Charts brachte. Weiterhin hat sie den Song Gonna Breakthrough für Mary J. Bliges Album The Breakthrough verfasst und an dem Song 2 You für Danity Kane mitgeschrieben. Außerdem sang sie den Song Toyfriend aus dem Album One Love mit David Guetta zusammen. Ihr Debütalbum With the Music I Die erschien in Australien im Sommer 2011. Die erste Single Dirty Talk wurde 2010 vorab veröffentlicht und erreichte Platz eins der US Hot Dance Club Songs und der australischen Singlecharts. Gordon arbeitete zusammen mit Jennifer Lopez und schrieb vier Songs für ihr siebtes Studioalbum Love?, darunter What Is Love, What Is Love Part II, Starting Over und Everybody's Girl. Momentan schreibt Wynter Songs für Künstler wie Adrienne Bailon, Estelle und Gossip-Girl-Star Leighton Meester.
Im Juli 2012 veröffentlichte sie ihre EP Human Condition: Doleo, dessen Songs zum Großteil vom US-amerikanischen Duo Mysto & Pizzi produziert worden waren. Ebenso wirkte sie als Sängerin der Tracks In the Morning von Robbie Rivera und Follow You von Deniz Koyu mit.
Wynter Gordon steht bei Big Beat Records, einer Tochtergesellschaft von Atlantic Records, unter Vertrag.

## Diskografie

### Alben
- 2011: With the Music I Die

### Mixtapes
- 2009: The Trouble with Wynter

### EPs
- 2010: The First Dance
- 2011: With the Music I Die
- 2012: Human Condition: Doleo
- 2013: Human Condition: Sanguine

### Singles
- 2009: I Wanna Feel the Feeling
- 2010: So Happy
- 2010: Believer (feat. Freemasons)
- 2011: Dirty Talk
- 2011: Til Death

### Gastbeiträge
- 2009: Sugar (mit Flo Rida)
- 2011: Speak Up (mit Laidback Luke)
- 2011: Take Me Away (mit Marvin Priest)
- 2012: Ladi Dadi (mit Steve Aoki)
- 2012: In the Morning (mit Robbie Rivera)
- 2012: Follow You (mit Deniz Koyu)
- 2013: Keep Cool (mit Major Lazer)

## Auszeichnungen für Musikverkäufe
| Goldene Schallplatte - Australien - 2011: für die Single Til Death - Japan - 2015: für die Single Sugar - Kanada - 2010: für die Single Sugar | 3× Platin-Schallplatte - Australien - 2011: für die Single Dirty Talk |

Anmerkung: Auszeichnungen in Ländern aus den Charttabellen bzw. Chartboxen sind in ebendiesen zu finden.
| Land/RegionAuszeichnungen für Musikverkäufe (Land/Region, Auszeichnungen, Verkäufe, Quellen) | Silber  | Gold     | Platin     | Verkäufe  | Quellen         |
| -------------------------------------------------------------------------------------------- | ------- | -------- | ---------- | --------- | --------------- |
| Australien (ARIA)                                                                            | —       | Gold1    | 3× Platin3 | 245.000   | aria.com.au     |
| Japan (RIAJ)                                                                                 | —       | Gold1    | —          | 100.000   | riaj.or.jp      |
| Kanada (MC)                                                                                  | —       | Gold1    | —          | 40.000    | musiccanada.com |
| Vereinigte Staaten (RIAA)                                                                    | —       | —        | Platin1    | 1.000.000 | riaa.com        |
| Vereinigtes Königreich (BPI)                                                                 | Silber1 | —        | Platin1    | 800.000   | bpi.co.uk       |
| Insgesamt                                                                                    | Silber1 | 3× Gold3 | 5× Platin5 |           |                 |